# Подлесное (Забайкальский край)
Подлесное — село в Карымском районе Забайкальского края России. Входит в состав сельского поселения «Кайдаловское».

## География
Село находится в центральной части района, на правом берегу реки Баяндарги (приток Ингоды), на расстоянии примерно 6 километров (по прямой) к северо-востоку от посёлка городского типа Карымское. Площадь населенного пункта составляет 0,096 км².
Климат
Климат характеризуется как резко континентальный, сухой. Средняя температура самого холодного месяца (января) составляет −20 — −25°С, температура самого тёплого (июля) — 18°С. Среднегодовое количество атмосферных осадков составляет около 400 мм.
Часовой пояс
Село Подлесное находится в часовой зоне МСК+6. Смещение применяемого времени относительно UTC составляет +9:00.

## История
Основано в 1923 году.

## Население
| 2010 | 2021 |
| ---- | ---- |
| 78   | ↘73  |

Половой состав
По данным Всероссийской переписи населения 2010 года в гендерной структуре населения мужчины составляли 47,4 %, женщины — соответственно 52,6 %.
Национальный состав
Согласно результатам переписи 2002 года, в национальной структуре населения русские составляли 85 % из 80 чел.

## Улицы
Уличная сеть села состоит из одной улицы (ул. Лесная).